# 中角汉墓
中角汉墓，位于中国河北省衡水市中角村，为衡水市武邑县的一个省级文物保护单位，类型为古墓葬，公布时间为1993年7月15日。
中角汉墓的历史年代为汉代。